# Decazeville (tổng)
Tổng Decazeville là một tổng thuộc tỉnh Aveyron trong vùng Occitanie.
Tổng này được tổ chức xung quanh Decazeville ở quận Villefranche-de-Rouergue. Độ cao khu vực này dao động từ 163 m (Decazeville) đến 592 m (Saint-Parthem) với độ cao trung bình 312 m.
Tổng này được lập theo luật ngày 12/4/1881.

## Hành chính
| Giai đoạn | Ủy viên            | Đảng | Tư cách                         |
| --------- | ------------------ | ---- | ------------------------------- |
| 1883-1887 | Cayrade            |      | Thị trưởng Decazeville          |
| 1887-1920 | Bos                |      | Thị trưởng Decazeville          |
| 1920-1928 | Antonin Armand     |      | Công chứng viên tại Decazeville |
| 1928-1962 | Paul Ramadier      | SFIO | Thị trưởng Decazeville          |
| 1962-1976 | René Rouquette     |      | Thị trưởng Decazeville          |
| 1976      | Dr. Pierre Delpech |      | Thị trưởng Decazeville          |
| 2001-2008 | Christian Tieulie  | UMP  | Ủy viên đô thị Decazeville      |
| 2008-2014 | Pierre Delagnes    | PS   | Ủy viên đô thị Decazeville      |

## Các đơn vị trực thuộc
Tổng Decazeville gồm 7 xã với dân số 10 732 người (điều tra dân số năm 1999, dân số không tính trùng)
| Xã                | Dân số | Mã bưu chính | Mã insee |
| ----------------- | ------ | ------------ | -------- |
| Almont-les-Junies | 425    | 12300        | 12004    |
| Boisse-Penchot    | 509    | 12300        | 12028    |
| Decazeville       | 6 805  | 12300        | 12089    |
| Flagnac           | 888    | 12300        | 12101    |
| Livinhac-le-Haut  | 1 126  | 12300        | 12130    |
| Saint-Parthem     | 445    | 12300        | 12240    |
| Saint-Santin      | 534    | 12300        | 12246    |

## Biến động dân số
| 1962                                                     | 1968   | 1975   | 1982   | 1990   | 1999   |
| -------------------------------------------------------- | ------ | ------ | ------ | ------ | ------ |
| 13 782                                                   | 15 308 | 14 884 | 13 434 | 11 897 | 10 732 |
| Nombre retenu à partir de 1962 : dân số không tính trùng |        |        |        |        |        |